# Плопіш (комуна)
Плопіш (рум. Plopiș) — комуна у повіті Селаж в Румунії. До складу комуни входять такі села (дані про населення за 2002 рік):
- Плопіш (1169 осіб) — адміністративний центр комуни
- Феджету (767 осіб)
- Яз (829 осіб)

Комуна розташована на відстані 400 км на північний захід від Бухареста, 30 км на захід від Залеу, 81 км на північний захід від Клуж-Напоки.

## Населення
За даними перепису населення 2002 року у комуні проживали 2765 осіб.
Національний склад населення комуни:
| Національність | Кількість осіб | Відсоток |
| -------------- | -------------- | -------- |
| румуни         | 1701           | 61,5%    |
| словаки        | 901            | 32,6%    |
| цигани         | 156            | 5,6%     |
| угорці         | 3              | 0,1%     |
| євреї          | 3              | 0,1%     |
| німці          | 1              | < 0,1%   |

Рідною мовою назвали:
| Мова      | Кількість осіб | Відсоток |
| --------- | -------------- | -------- |
| румунська | 1855           | 67,1%    |
| словацька | 901            | 32,6%    |
| циганська | 6              | 0,2%     |
| угорська  | 2              | 0,1%     |
| німецька  | 1              | < 0,1%   |

Склад населення комуни за віросповіданням:
| Релігія            | Кількість осіб | Відсоток |
| ------------------ | -------------- | -------- |
| православні        | 1557           | 56,3%    |
| римо-католики      | 909            | 32,9%    |
| греко-католики     | 289            | 10,5%    |
| п'ятдесятники      | 2              | 0,1%     |
| старообрядці       | 2              | 0,1%     |
| баптисти           | 1              | < 0,1%   |
| адвентисти         | 1              | < 0,1%   |
| атеїсти            | 1              | < 0,1%   |
| не вказали релігію | 1              | < 0,1%   |